# 韋斯頓山
80°28′S 29°10′W / 80.467°S 29.167°W
韋斯頓山（英語：Mount Weston）是南極洲的山峰，位於科茨地，屬於沙克爾頓山脈的一部分，海拔高度1,210米，在1957年由英聯邦探險隊繪入地圖，以英國皇家空軍的航空機械員命名。